# Campionati del mondo di atletica leggera 2022 - Marcia 35 km maschile
La specialità della marcia 35 km maschile dei campionati del mondo di atletica leggera 2022 si è svolta il 24 luglio a Eugene, negli Stati Uniti d'America.

## Podio
| Pos.    | Atleta            | Nazionalità | Misura   |
| ------- | ----------------- | ----------- | -------- |
| Oro     | Massimo Stano     | Italia      | 2h23'14" |
| Argento | Masatora Kawano   | Giappone    | 2h23'15" |
| Bronzo  | Perseus Karlström | Svezia      | 2h23'44" |

## Situazione pre-gara

### Record
Il record del mondo (RM) verrà riconosciuto a partire dal 1º gennaio 2023, mentre il record dei campionati (RC) non esiste in quanto è la prima volta che questa gara viene svolta.

### La stagione
Prima di questa gara, gli atleti con le migliori tre prestazioni dell'anno erano:
| Pos. | Atleta                     | Prestazione | Data                            |
| ---- | -------------------------- | ----------- | ------------------------------- |
| 1    | Masatora Kawano Giappone   | 2h26'40     | 17 aprile 2022 Wajima, Giappone |
| 2    | Daisuke Matsunaga Giappone | 2h27'09     | 17 aprile 2022 Wajima, Giappone |
| 3    | Sergey Kozehevnikov Russia | 2h27'16     | 31 gennaio 2022 Sochi, Russia   |

## Risultati
La finale si è disputata alle ore 6:15 del 24 luglio:
| Pos.    | Atleta                 | Nazionalità | Tempo   | Note                                     |
| ------- | ---------------------- | ----------- | ------- | ---------------------------------------- |
| Oro     | Massimo Stano          | Italia      | 2h23'14 | Record dei campionati · Record europeo   |
| Argento | Masatora Kawano        | Giappone    | 2h23'15 | Record asiatico                          |
| Bronzo  | Perseus Karlström      | Svezia      | 2h23'44 | Miglior prestazione personale            |
| 4       | Brian Pintado          | Ecuador     | 2h24'37 | Record sudamericano                      |
| 5       | He Xianghong           | Cina        | 2h24'45 | Record nazionale                         |
| 6       | Evan Dunfee            | Canada      | 2h25'02 | Record panamericano                      |
| 7       | Caio Bonfim            | Brasile     | 2h25'14 | Record nazionale                         |
| 8       | Éider Arévalo          | Colombia    | 2h25'21 | Record nazionale                         |
| 9       | Tomohiro Noda          | Giappone    | 2h25'29 | Miglior prestazione personale            |
| 10      | Miguel Ángel López     | Spagna      | 2h25'58 | Record nazionale                         |
| 11      | Ricardo Ortíz          | Messico     | 2h27'11 | Record nazionale                         |
| 12      | Ever Palma             | Messico     | 2h27'55 | Miglior prestazione personale            |
| 13      | Aleksi Ojala           | Finlandia   | 2h28'22 | Record nazionale                         |
| 14      | Aurélien Quinion       | Francia     | 2h28'46 | Record nazionale                         |
| 15      | Zhaxi Yangben          | Cina        | 2h28'56 | Miglior prestazione personale            |
| 16      | César Rodríguez        | Perù        | 2h29'24 | Record nazionale                         |
| 17      | Xu Hao                 | Cina        | 2h29'55 | Miglior prestazione personale            |
| 18      | Rhydian Cowley         | Australia   | 2h30'34 | Record nazionale                         |
| 19      | Dawid Tomala           | Polonia     | 2h30'47 | Miglior prestazione personale            |
| 20      | Wayne Snyman           | Sudafrica   | 2h31'15 | Record africano                          |
| 21      | Miroslav Úradníkv      | Slovacchia  | 2h31'16 | Miglior prestazione personale            |
| 22      | José Luis Doctor       | Messico     | 2h32'43 |                                          |
| 23      | Vít Hlaváč             | Rep. Ceca   | 2h32'50 | Record nazionale                         |
| 24      | Andrés Chocho          | Ecuador     | 2h33'28 |                                          |
| 25      | Brendan Boyce          | Irlanda     | 2h33'31 | Miglior prestazione personale stagionale |
| 26      | Daisuke Matsunaga      | Giappone    | 2h33'56 |                                          |
| 27      | Marius Žiūkas          | Lituania    | 2h34'16 | Record nazionale                         |
| 28      | Diego Pinzón           | Colombia    | 2h34'26 | Miglior prestazione personale            |
| 29      | Alexandros Papamichail | Grecia      | 2h34'48 | Record nazionale                         |
| 30      | Erick Barrondo         | Guatemala   | 2h35'01 |                                          |
| 31      | Dominik Černý          | Slovacchia  | 2h35'39 | Miglior prestazione personale            |
| 32      | Álvaro López           | Spagna      | 2h36'20 |                                          |
| 33      | Artur Mastianica       | Lituania    | 2h36'25 | Miglior prestazione personale            |
| 34      | Karl Junghannß         | Germania    | 2h38'50 |                                          |
| 35      | Georgiy Sheiko         | Kazakistan  | 2h39'47 |                                          |
| 36      | Nick Christie          | Stati Uniti | 2h41'08 | Miglior prestazione personale stagionale |
| 37      | Arnis Rumbenieks       | Lettonia    | 2h42'47 |                                          |
| 38      | Marius Iulian Cocioran | Romania     | 2h43'27 |                                          |
| 39      | Rui Coelho             | Portogallo  | 2h44'55 | Miglior prestazione personale stagionale |
| 40      | Carl Dohmann           | Germania    | 2h45'44 |                                          |
|         | Jhonatan Amores        | Ecuador     | dnf     |                                          |
|         | Carl Gibbons           | Australia   | dnf     |                                          |
|         | Luis Henry Campos      | Perù        | dnf     |                                          |
|         | José Montana           | Colombia    | dnf     |                                          |
|         | João Vieira            | Portogallo  | dnf     |                                          |
|         | Andrea Agrusti         | Italia      | dq      |                                          |
|         | Artur Brzozowski       | Polonia     | dq      |                                          |
|         | Aku Partanen           | Finlandia   | dq      |                                          |
|         | Luis Ángel Sánchez     | Guatemala   | dq      |                                          |
|         | Marc Tur               | Spagna      | dq      |                                          |